# Dương Văn Tùng
Dương Văn Tùng (ur. 21 lutego 1987) – wietnamski zapaśnik walczący w stylu klasycznym.
Srebrny medalista igrzysk Azji Południowo-Wschodniej w 2009 roku.